# Суха (Шкофя Лока)
Суха (словен. Suha) — поселення в общині Шкофя Лока, Горенський регіон, Словенія. Висота над рівнем моря: 341,5 м.